# Центральная усадьба совхоза «Широкополье»
Центральная усадьба совхоза «Широкополье» — упразднённый населённый пункт, вошедший в черту села Покрово-Берёзовка Покрово-Березовского сельсовета Пензенского района Пензенской области России.

## География
Находился в центральной части Пензенской области, к западу от села Покрово-Берёзовка.

## История
В 1966 году включена в черту села Покрово-Берёзовка.

## Инфраструктура
Основа экономики — коллективное сельское хозяйство. Действовал совхоз «Широкополье».